# 荘川村立黒谷小学校六厩分校
荘川村立黒谷小学校六厩分校（しょうかわそんりつ くろだにしょうがっこう　むまやぶんこう）は、かつて岐阜県大野郡荘川村（現・高山市）に存在した公立小学校の分校。

## 概要
- 黒谷小学校の分校であり、荘川村六厩（現・高山市荘川町六厩）が校区であった。1976年廃校。
- 校舎は（1932年新築）は2004年に荘川村指定文化財となった。2005年に荘川村が高山市に編入後は「旧黒谷小学校六厩分校」として高山市指定文化財となっている。[1]。

## 沿革
- 1873年（明治6年） - 六厩村の了宗寺[注釈 3]で授業を開始。正式な学校ではなく、寺小屋のようなものであった。
- 1874年（明治7年）5月 - 黒谷村に黒谷学校が開校。六厩村の児童は黒谷学校へ通学する。
- 1901年（明治34年） - 新渕尋常小学校、中野尋常小学校、黒谷尋常小学校が統合され、荘川尋常小学校となる。本校は旧・新渕尋常小学校に置かれ、旧・黒谷尋常小学校は黒谷分教場、旧・中野尋常小学校中野分教場となる。新たに六厩に六厩分教場を設置する。
- 1915年（大正4年） - 黒谷分教場が黒谷尋常小学校として独立。六厩分教場は黒谷尋常小学校に移り、黒谷尋常小学校六厩分教場となる。
- 1932年（昭和7年） - 校舎を新築する。
- 1941年（昭和16年）4月1日 - 荘川第二国民学校六厩分教場に改称する。
- 1947年（昭和22年）4月1日 - 荘川村立黒谷小学校六厩分校となる。黒谷中学校六厩分校を併設する。
- 1976年（昭和51年）3月 - 廃校。
- 2004年（平成16年） - 校舎が荘川村指定文化財となる。